# كوينزلاند ليونز
كوئينزلاند ليونز الاسم الكامل: (بالإنجليزية: Queensland Lions Football Club)‏ هو نادي كرة قدم أسترالي تم إنشاؤه في سنة 1921 الميلادية وشارك في الدوري الممتاز البريسباني.